# Buková (Mohelnice)
Buková (německy Dreibuchen) je osada, která je součástí Studené Loučky, místní části města Mohelnice v Olomouckém kraji. Nachází se v katastrálním území Buková u Studené Loučky o rozloze 0,375 km².

## Přírodní poměry
Osada se nachází v nadmořské výšce 540 m v Zábřežské vrchovině a je obklopena lesy.

## Historie
Buková byla založena jako činžovní osada v r. 1727 majitelem žádlovického panství Petrem Bukůvkou z Bukůvky (*1692-†1742). Obdobně byly založeny nebo obnoveny osady Bušín, Paseky a Zavadilka.
Poprvé je osada Buková zmiňována v matrice fary ve Starém Maletíně 7. února 1728, kdy se zde narodilo dítě manželům Swartzovým. Německý název zřejmě získala podle nedalekého trojmezí, kde se stýkaly lesy žádlovického panství, lesy moravskotřebovských Lichtenštejnů a mohelnické městské lesy a na kterém byly kromě mezního kamene vysazeny tři buky. Od samého vzniku však měla osada i český název Bukowina či Bukowa, užívaný zejména česky mluvícími osadníky, kteří zpočátku převažovali.
V r. 1787 získala Buková statut samostatné obce. K úřednímu vytyčení hranic obce Buková došlo 27. července 1787. Samostatné postavení obce stvrzovalo i zřízení rychtářské funkce a přidělení obecní pečeti. Na svém vrcholu měla obec 20 domů a 173 obyvatel.
Kolem r. 1850 se Buková stala již natrvalo osadou Studené Loučky, stejně jako nedaleký Bušín.
V r. 1946 došlo k odsunu většiny německy mluvícího obyvatelstva.

## Pamětihodnosti
V Bukové se nachází kříž a zvonička.

## Galerie

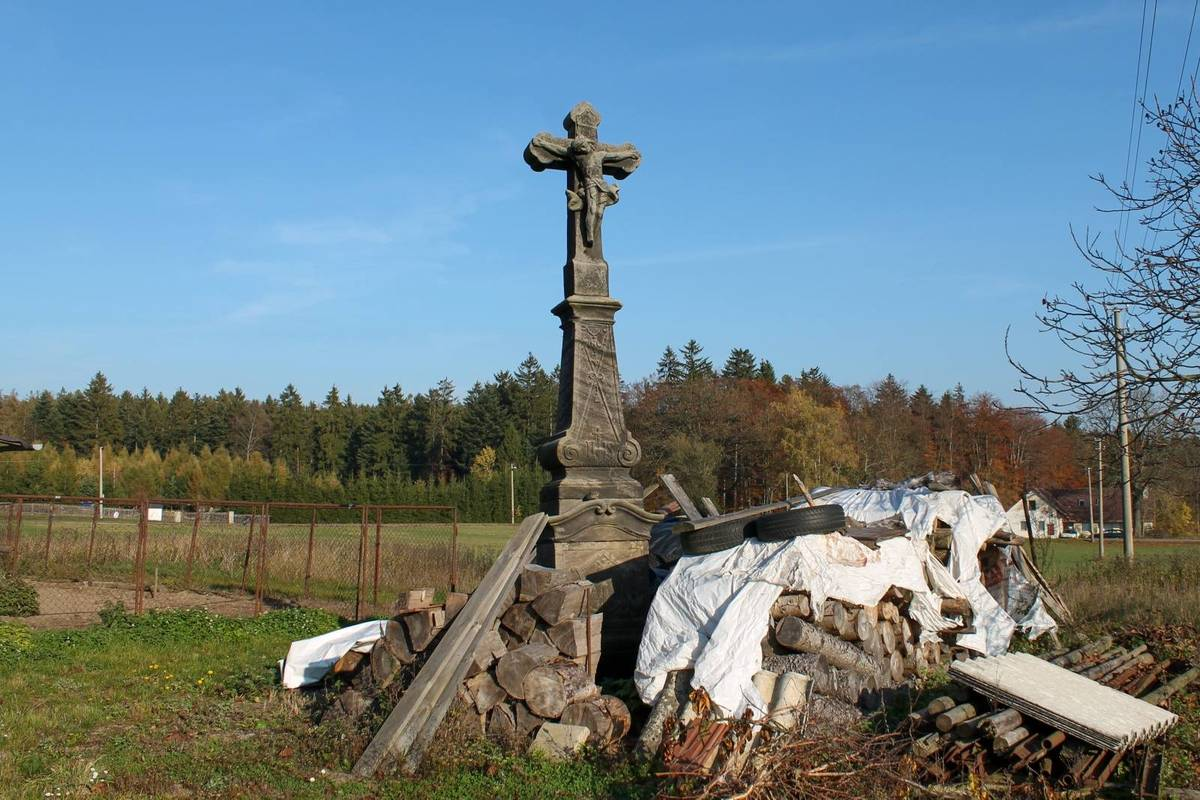
Kříž na okraji osady